# Piotr Liszcz
Piotr Paweł Liszcz, Mizerny (ur. 10 czerwca 1967) – polski gitarzysta, współzałożyciel zespołów 1984 i Wańka Wstańka, wcześniej muzyk w zespole Modeln. Od 1985 roku w zespole 1984 oraz Wańka Wstańka grał na gitarze elektrycznej oraz śpiewał. Piotr Liszcz wraz z zespołem 1984 wystąpił w filmie Fala.

## Dyskografia
1984
- Radio niebieskie oczy Heleny – CD (1991, Hit Records)
- Anioł w tlenie – MC (1994, Akar)
- Radio niebieskie oczy Heleny / Anioł w tlenie – CD (1996, Boofish Records)
- Specjalny rodzaj kontrastu – CD (2003, Boofish Records)
- 4891 – CD (2007, Love Industry)
- Why Not? – LP (2011, Pasażer)
- Live – CD (2015, RKDF)
- XXX – CD (2015, RKDF)
- W hołdzie fanatykom marszu – CD, LP (2018, Pasażer)
- Piękny jest świat – CD (2020, Antena Krzyku)
- Projekt Loebl – CD, LP (2023, Antena Krzyku)
- Zawieje – CD (2024, Requiem Records)

Wańka Wstańka
- In Concert Live in Jarocin ’87 – MC Out Law 1987
- Na żywca – MC Polton 1989
- Rzeszowski full – MC Bass Records 1991
- Popelina – MC Akar 1993
- Zbrodnie przeciw komercji (nagrany w 1999 album nie został wydany)
- Rzeczniepospolita – CD Love Industry 2007
- Stereo – CD Stowarzyszenie Studentów i Absolwentów Uniwersytetu Rzeszowskiego 2018
- Mielonka rzeszowska – LP Pasażer 2021

Inne z Wańka Wstańka
- Help Maciek 2 Live – CD + DVD 2015